# Vacina hexavalente
Uma vacina hexavalente é uma vacina combinada constituída por seis vacinas individuais conjugadas numa só e que oferece proteção contra várias doenças. O termo geralmente refere-se à vacina infantil que protege contra a difteria, tétano, tosse convulsa, poliomielite, Haemophilus influenzae tipo B e hepatite B (vacina DTPaHibVIPVHB), a qual é usada em mais de 90 países em todo o mundo.